# 4-я Кабельная улица
Четвёртая Ка́бельная у́лица (название 8 мая 1950 года) — тупиковая улица в Юго-Восточном административном округе города Москвы на территории района Лефортово.

## Описание
Начинается между домами 36/7 и 40 по Авиамоторной улице, проходит сначала на запад, затем на юг, затем снова на запад, после чего заканчивается тупиком. Общая длина улицы всего около 400 м.

## Происхождение названия
Улица названа 8 мая 1950 года, так как отходит от Авиамоторной улицы параллельно 1-й, 2-й и 3-й Кабельным улицам. Названа по кабельному заводу Москабель.

## Здания и сооружения
По нечётной стороне:
- 2. стр. 6 — ООО «Мир Книги»
- 7/36 — Технологический колледж № 28

По чётной стороне:
- 2 — Автокомбинат № 3
- Дворец Борьбы им. Ивана Ярыгина (Авиамоторная улица, д. 40)

## Транспорт
- Ближайшая станция метро  Авиамоторная и  Авиамоторная.
- Железнодорожная платформа «Авиамоторная» Казанского направления МЖД.
- По улице общественный транспорт не ходит, по соседней Авиамоторной улице проходят автобусные маршруты м6, 59, 440, 987.